# 해리 포터의 마법 목록
다음은 각 시리즈 별로 나오는 해리 포터의 마법 목록들을 다루고 있다.
해리 포터와 세계관을 같이 사용하는 J. K. 롤링의 소설 신비한 동물 사전 시리즈에서도 같은 마법을 사용한다.

출처는 다음의 표기 원칙을 따랐다. 영화는 〈 해리포터〉로, 책은 《영화 》으로 표기했다. 두 개 모두에 나오는 경우에는 책을 먼저, 그 다음에 영화를 표기했다.

## 마법사의 돌 마법주문
- 햇빛이여, 데이지여, 버터 멜로우여, 이 멍청하고, 살찐 쥐를 노랗게 바꾸어라(Sunshine, daisies, butter mellow, Turn this stupid, fat rat yellow)

효력: 동물을 색깔로 바꾸는 주문.
출처: 〈해리 포터와 마법사의 돌〉에서 론이 스캐버스를 노란색으로 만들려고 하나 실패했다.
- 오큘러스 레파로(Occulus reparo)

효력: 부서진 안경을 고치는 주문.
출처:〈해리 포터와 마법사의 돌〉에서 헤르미온느가 해리의 박살난 안경을 수리해줬다.
어원: 라틴어로 눈(안경) 수리라는 뜻.
- 캐풋 드라코니스(Caput draconics)

효력: 그리핀도르 기숙사 암호 주문.
출처: 〈해리 포터와 마법사의 돌〉에서 퍼시가 그리핀도르 기숙사에 들어가는 입구에 있는 뚱뚱한 귀부인에게 암호주문을 댔다.
- 토끼의 눈, 하프의 줄 물이 술로 변해라(Eye of rabbit, harp string hum, turn this water into rum)

효력: 물을 술로 바꾸는 주문.
출처:〈해리 포터와 마법사의 돌〉에서 1학년때 시무스 가 사용했으나 폭발을 일으켰다. 폭발 전엔 약한 차였다.
- 업 (위로)(Up)

효력: 빗자루를 들어올리는 주문. 물체를 들어올린다.
출처: 《해리 포터와 마법사의 돌》과 〈해리 포터와 마법사의 돌〉에서 빗자루를 손을 대지 않고 들어올린다.
- 윙가르디움 레비오사(Wingardium Leviosa)

효력: 물체를 공중에 띄우는 주문. 물체를 공중에 띄워 대상을 떠오르게 한다.
출처: 다양한 상황에서 사용된다.
- 라카르넘 인플라마레(Lacanum inflamore)

효력: 지팡이 끝에서 불을 만들어내는 주문.
출처:《해리 포터와 마법사의 돌》퀴디치 시합에서 스네이프가 해리의 빗자루에 저주를 거는 것으로 오해한 헤르미온느가 스네이프 교수한테 시전한다.
- 알로호모라(Alohomora)

효력: 잠긴 문이나 자물쇠를 열 수 있는 해체 주문. 하지만 강력한 주문이 걸려 있는 자물쇠에는 효력이 없다. '콜로포터스'의 반대 주문이다.
출처: 전 권에 걸쳐 많은 등장인물들이 다양한 상황에서 사용했다. 《해리 포터와 마법사의 돌》에서 해리 포터 일행이 경비원인 필치에게서 도망칠 때 헤르미온느가 처음으로 사용했다.
- 로코모토르 모르티스(Locomotor Mortis)

효력: 다리 묶기 주문. 징크스 마법. 대상의 다리를 묶는다.
출처: 〈해리 포터와 마법사의 돌〉에서 말포이가 네빌에게 시전한다.
- 페트리피쿠스 토탈루스(Petrificus Totalus)

효력: 대상의 몸을 굳게(석화) 만드는 주문. 동작 그만 마법 희생자를 석화시킨다. 정확히는 몸을 굳게 만든다.
출처: 다양한 상황에 사용되었다. 《해리 포터와 마법사의 돌》에서 헤르미온느가 네빌에게 시전했다.
- 루모스 솔렘(Lumos Solem)

효력: 지팡이 끝에서 강렬한 빛이 나오게 하는 주문. 지팡이 끝에서 시전하는 시간 동안 강한 햇빛을 뿜어낸다.
출처: 〈해리 포터와 마법사의 돌〉 영화에서 헤르미온느가 악마의 덫에 걸린 론을 구하기 위해 쓴다.(책에서는 론이 혼자서 미끄러져 탈출한다.)

## 비밀의 방 마법주문
- 페스키픽시 페스터노미(Peskipiksi Pesternomi)

효력: 대상을 조종하는 주문. 픽시를 조종한다.
출처: 질데로이 록허트가방 〈해리 포터와 비밀의 방〉에서 이 마법을 쓰려다 쓰지는 못하고 난리만 피웠다.
- 임모뷸러스(Immobulus)

효력: 대상의 움직임을 정지시키는 주문. 정지 마법. 움직이는 대상을 멈추게 만든다. 대상이 생물인 경우 의식은 그대로 깨어 있는다. 특이하게도 대상 근처에 동일한 종류의 다른 대상이 있다면 동시에 마법의 효과가 적용된다.
출처: <해리포터와 아즈카반의 죄수> 에서 헤르미온느가 픽시들을 정지시킬 때 쓴다.
- 에이트 슬러그스(Eat sluge)

효력: 몸 속에서 달팽이가 나오게 하는 주문.
출처:〈해리 포터와 비밀의 방〉에서 론이 말포이에게 발사하려고 했지만 지팡이가 망가져 있는 사이로 마법을 건 탓에 본인이 마법에 걸리게 되었다.
- 피니테 인칸타템(Finite Incantatem)

효력: 걸려있는 마법을 해제하는 주문. 대부분의 주문을 해제한다.
출처: 〈해리 포터와 비밀의 방〉에서 헤르미온느가 해리를 쫓아다니는 블러저를 파괴하는데 사용하였다.
- 브라키움 엠멘도(Brakium Ememdo)

효력: 부러진 뼈를 붙게 만드는 주문. 뼈를 붙인다.
출처: 《해리 포터와 비밀의 방》에서 질데로이 록허트 교수가 브라키움 엠멘도라고 정확하게 발음해야 하는데 브라키움 엠멘동이라고 주문을 외워 실수로 해리의 뼈를 없애버린다.
- 베라 베르토(Vera Verto)

효력: 동물을 잔으로 바꾸는 주문. 변신술.
출처:《해리 포터와 비밀의 방》에서 미네르바 맥고나걸 교수가 가르쳤다.
- 엑스펠리아르무스(Expelliarmus)

효력: 대상의 무기를 빼앗거나 무장을 해제시키는 주문. 무장 해제 마법. 대상의 무기를 떨어뜨려 무기가 시전자에게 날아오도록 만든다. 대상이 사람이 아니더라도 적용 가능하다. 사용 방법에 따라선 그냥 대상을 날려버리기도 한다.
출처: 여러 사람이 다양한 상황에서 사용했다(해리 포터가 가장 많이 사용한 주문으로 마지막에 볼드모트와 대결할 때 사용한다).
- 에바테 스타툼(Everte statum)

효력: 대상을 날려버리는 주문.
출처: 〈해리 포터와 비밀의 방〉에서 해리와 말포이의 대결에서 말포이가 쓴다.
- 릭투셈프라(Rictusempra)

효력: 대상을 간지렵혀 행동불능으로 만드는 주문. 희생자를 간지럽힌다. 에바테 스타툼보다 더 강력하다. 대상을 행동불능으로 만들거나 놀려먹을 때 쓴다.
출처: 〈해리 포터와 비밀의 방〉에서 해리와 말포이의 대결에서 해리가 쓴다.
형태: 은빛 빛줄기의 형태를 띤다.
- 세르펜소르티아(Serpensortia)

효력: 뱀을 소환하는 주문.
출처:〈해리 포터와 비밀의 방〉에서 해리 포터와 드레이코 말포이의 결투 중 말포이가 사용했다.
어원: 세르펜은 라틴어로 '뱀'이라는 뜻이다.
- 알라데 아센데레(Alarte ascendare)

효력: 대상을 공중으로 띄우는 주문.
- 비페라 이바네스카(Vipera evanesca)

효력: 소환된 뱀을 사라지게 하는 주문.
- 시스템 아페리오(Cistem aperio)

효력: 잠겨있는 물체를 여는 주문.
- 아라니아 엑서메이(Arania exumai)

효력: 거미를 밀쳐내는 주문.
출처: 〈해리 포터와 비밀의 방〉에서 해리가 거미를 밀쳐낼 때 사용했다.
어원: 아라니아는 '거미'라는 뜻이고, 엑서는 '떨치다'라는 뜻이다.
- 오블리비아테(Obliviate)

효력: 대상의 기억을 왜곡시키거나 기억을 지우는 주문. 희생자의 기억을 수정하거나 없앤다.
출처:《해리 포터와 비밀의 방》과 〈해리 포터와 비밀의 방〉에서 질데로이 록허트가 해리와 론에게 쓰려고 했으나 자신이 맞았다. 〈해리 포터와 죽음의 성물 1부〉에서 헤르미온느가 자신의 부모의 기억을 지울 때 사용하였다. 이 마법의 희생자는 눈이 풀리고, 마치 꿈을 꾸는 듯한 표정을 짓는다.

## 아즈카반의 죄수 마법주문
- 루모스(Lumos)

효력: 지팡이 끝에서 작은 불빛이 나오게 하는 주문.
출처: 전 권을 통틀어 많은 사람들이 다양한 상황에서 사용한다.
- 루모스 맥시마(Lumos maxima)

효력: 루모스보다 더 큰 빛이 나오게 하는 주문. 지팡이 끝에서 '루모스'보다 더 큰 강한 불빛이 나오게 한다.
출처: 〈해리 포터와 아즈카반의 죄수〉해리가 두들리의 집에서 이불을 뒤집어쓰고 책을 읽을 때 사용한다.
- 리디큘러스(Riddikulus)

효력: 보가트를 퇴치하는 주문. 보가트를 물리친다.
출처: 〈해리 포터와 아즈카반의 죄수〉에서 루핀 교수가 수업에서 보가트를 변신시키는 데 사용하였다.
- 아레스토 모멘텀(Aresto Momentum)

효력: 가속을 완화시켜주는 주문. 완충 마법. 빠른 속도로 움직이는 물체를 충격 없이 정지시키는 마법이다. 떨어지는 물체에 이 마법을 사용할 시 나타나는 효과는 속도가 줄여지며 땅과 가까울 때 정지하며 그대로 효과가 끝이 난다.
출처: 《해리 포터와 마법사의 돌》, 《해리 포터와 아즈카반의 죄수》, 《해리 포터와 불사조 기사단》, 〈해리 포터와 죽음의 성물 2부〉
- 나는 못된 짓을 꾸미고 있음을 엄숙히 맹세합니다.(나는 천하의 멍텅구리임을 엄숙하게 선언합니다.) (I solemnly swear that I'm up to no good)

효력: 머로더즈의 호그와트 비밀지도를 보이게 하는 마법
출처: 해리가 이 지도를 사용하기 위해 여러 번 사용했다.
- 장난 성공! (Mischief Manged)

효력: 머로더즈의 호그와트 비밀지도를 지우는 마법
출처: 해리가 이 지도를 지우기 위해 여러 번 사용했다.
- 익스펙토 패트로눔(Expecto Patronum)

효력: 페트로누스를 소환하는 주문. 패트로누스를 소환한다.  패트로누스는 시전자마다 다른 종류의 동물의 형태로 발현되며 실제 크기의 패트로누스가 가장 마법의 강도가 세며, 수많은 어둠의 생물들, 특히 디멘터로부터 주인을 지켜내는 역할을 한다. 만약 마력이 부족하면 동물의 형태가 아닌 마법 방패처럼 생긴 물체를 만든다.
보호 마법으로서의 패트로누스뿐만 아니라 전송 패트로누스라는 파생된 종류도 있는데, 이것은 부엉이나 기타 다른 소통수단이 없을 시에, 패트로누스에 자신의 목소리를 담아 원하는 사람에게 전송하는 방식이다. 이 방법은 알버스 덤블도어가 발견하여 불사조 기사단만 이 마법을 쓸 줄 안다. 사랑하는 사람의 페트로누스를 닮는다. 그 예시로 스네이프는 해리의 어머니인 릴리의 패트로누스와 같다
출처: 디멘터를 쫓아낼 때 많은 등장인물이 다양한 상황에서 사용했다.
어원: 'Expecto Patronum'은 고대 라틴어 문장으로, '나는 보호자를 원한다'는 뜻이다.
- 녹스(Nox)

효력: 루모스로 만든 빛을 끄는 주문. '루모스'로 만든 불빛을 끈다.
출처: 전 권을 통틀어 많은 사람들이 다양한 상황에서 사용한다.
어원: '녹스'는 라틴어로 밤이라는 뜻이다.
- 봄바르다(Bombarda)

효력: 폭발을 일으키는 주문. 폭파 마법.
출처: 〈해리 포터와 아즈카반의 죄수〉에서 헤르미온느가 시리우스를 구하기 위해 사용하였다.

## 불의 잔 마법주문
- 임페리우스 저주/임페리오(Imperius, Imperio)

효력: 시전자의 명령에 무조건 복종하게 만드는 주문. 희생자를 조종한다. 하지만 강력한 정신을 소유한 자는 방어 할 수 있다.(이걸 막은 대표적인 사람이 해리 포터이다.) 용서받지 못 할 저주 중 하나이다.
출처: 전 권에서 죽음을 먹는 자들이 자주 사용한다. 후반부에서 장관에게 이 주문을 걸어 마법부에 침투했다. 폴리주스 마법약을 먹어서 무디로 변한 크라우치가 어둠의 마법 방어술 수업에서 시연용으로 거미에게 걸었다. 《해리 포터와 죽음의 성물》〈해리포터와 죽음의 성물〉에서 해리 포터가 그린고트에 침입하기 위해 고블린 보그로드와 죽음을 먹는자 트레버스에게 사용하였다.
- 리듀시오(Reducio)

효력: 대상의 크기를 줄이는 주문. 물체의 크기를 줄인다.
출저:《해리 포터와 불의 잔》 앨러스터 무디가 거미를 다시 작게 만들 때 사용했다.
- 잉고르지오(Engorgio)

효력: 대상의 크기를 늘리는 주문. 물체를 크게 만든다.
출처:《해리포터와 불의 잔》에서 매드아이 무디가 어둠의 마법 방어술 수업에서 용서받지 못할 저주를 시전할 거미에게 사용했다.《해리 포터와 죽음의 성물》에서 해리가 지팡이를 시험하기 위해 거미를 크게 만드려고 사용했다.
- 크루시오 (크루시아투스 저주)(Crucio)

효력: 대상에게 엄청난 고통을 주는 주문. 고문 저주. 대상이 엄청난 고통을 겪고, 비명을 지르게 되는 저주이다. 사용 시의 발음은 크루시오이다. 용서받지 못 할 3대 저주 중 하나이다.
출처: 전 권에 걸쳐 많은 등장인물들이 다양한 상황에서 사용했다.
- 아바다 케다브라(Avada Kedavra)

효력: 대상의 심장을  완전히 정지시키는 살인주문. 살인 저주. 용서받지 못할 저주 이자 3대 저주 중 하나이다.
방어: 이 저주를 막을 수 있는 마법은 굉장히 적다. 3가지 방법이 있는데 1번째는 물체에 막힐 경우, 2번째는 부활의 돌을 사용해 살아날 경우이다. 하지만 부활의 돌은 죽은 사람을 완전히 되살리는 것은 아니다. 3번째는 해리 포터의 어머니인 릴리 포터 (릴리 에반스)가 사용한 희생을 대가로, 고대 마법인 사랑의 힘의 경우이다. 아바다 케다브라는 3대 저주 중 가장 강력한 저주이다. 어둠의 마왕인 볼드모트를 비롯하여 죽음을 먹는 자들이 애용한다. 이 주문을 사용할 때 나오는 초록빛 빛줄기 때문인지 마법사 세계에서는 초록빛이 불행하게 여겨진다.
출처: 죽음을 먹는 자들과 볼드모트가 주로 사용했다.
형태: 초록빛의 빛줄기
어원: 고대 라틴어로 '이 말과 함께 사라져라'라는 뜻의 Abhadda Kedhabhra에서 왔다.
- 길을 보여줘/어느 쪽?(Show me the way)

효력: 미로 같은 곳에서 길을 잃었을 때 지팡이를 손바닥에 대고 주문을 외우면 화살표가 나타나 길을 알려준다.
출처: 《해리 포터와 불의 잔》, 〈해리 포터와 불의 잔〉에서 해리 포터가 트리위저드 마지막 시합 때 미로 속에서 길을 찾기 위해 썼다.
- 모스모드레(Mosmordre)

효력: 하늘에 어둠의 표식을 만들어내는 주문. 죽음을 먹는 자의 표식을 만든다.
출처: 《해리 포터와 불의 잔》, 〈해리 포터와 불의 잔〉에서 바티 크라우치 주니어가 사용했다.
어원 : '모스모드레'는 프랑스어로 '죽음을 한 입 베어물다'라는 뜻이다.
- 스투페파이(Stupefy)

효력: 대상을 기절시켜 무력화하는 주문. 기절 마법. 희생자를 기절시킨다. 강하게 쓰면 희생자가 멀리 날아간다.
형태: 붉은 빛이 나는 빛줄기
출처: 전 권에 걸쳐 여러 등장인물이 다양한 상황에서 사용했다.
- 아키오 (아씨오)(Accio)

효력: 물체를 끌어당기거나 소환하는 주문. 소환 마법. 상당한 거리에 있는 물체가 마법사에게 날아온다. 단 마법사는 그 물건의 위치를 알아야 한다. 물체가 멀리 있을 수 록 더 많은 집중력이 필요하다.
출처: 전 권에 걸쳐 많은 등장인물들이 다양한 상황에서 사용했다.
어원: 아키오는 라틴어로 '소환'이란 뜻이다.
- 아센디오(Ascendio)

효력: 시전자를 공중으로 높이 띄우는 마법
출처: 《해리 포터와 불의 잔》에서 해리가 두 번째 과제에서 검은 호수에서 탈출하기 위해 사용했다.
어원: 아센디오는 라틴어로 '오르다'란 뜻이다.
- 페리큘럼(Ferriculum)

효력: 불빛을 쏘아 올리는 구조요청 주문.구조 요청 마법. 빨간 불빛을 하늘에 쏘아올려 시전자의 위치를 알릴 수 있다.
출처 :《해리 포터와 불의 잔》, 〈해리 포터와 불의 잔〉에서 해리가 플뢰르의 위치를 알리기 위해 (플뢰르는 트리위저드 시합에서 마지막 시험인 미로에서 트리위저드 우승컵 찾기를 하다가 실패했다) 쏘아 올렸다.

## 불사조 기사단 마법주문
- 디미누엔도(Diminuendo)

효력: 대상을 점점 작아지게 하는 주문.
- 리덕토(Reducto)

효력: 단단한 물체들을 부수거나 분해시키는 주문.
출처: 여러 상황에 걸쳐 다양한 인물들이 사용한다. 특히 지니 위즐리의 리덕토 주문이 강력하다고 알려져 있다. (이는 몰리 위즐리 덕분이며, 어머니의 파괴마법의 능력을 그대로 전해 받아온 것이다.)
- 레질리먼시(Legilimensi)

효력: 상대방의 생각, 기억등을 읽을 수 있는 정신공격 주문. 시전자가 눈을 마주치는 것만으로도 상대의 기억과 생각을 보게한다. 서툰 사람이 쓸 경우 매우 어지럽거나 두통이 오거나 기억들이 엉켜 큰일이 날 수 있다. '오클러먼시'로 막거나 끊어낼 수 있다.
출처: 《해리 포터와 불사조 기사단》에서 오클러먼시 수업에서 스네이프가 해리에게 쓴다.
- 봄바르다 맥시마(Bombarda Maxima)

효력: 붐바르다보다 더 큰 폭발을 일으키는 주문. 폭파시키는 봄바르다의 상위마법.
출처:〈해리 포터와 불사조 기사단〉에서 필요의 방의 벽을 돌로레스 엄브릿지가 뚫을 때 사용한 마법이다.
- 프로테고(Protego)

효력: 즉각적인 공격을 막아낼 수 있는 방어주문. 방어 마법. 푸른 빛깔의 투명색 방어막을 띄운다. 뛰어날 경우 반사시키기도 한다. (일부 마법 제외).
출처: 여러 상황에서 다양한 인물들이 사용했다.
- 인카서러스(Incarcerous)

효력: 밧줄을 소환하여 대상을 포박하는 주문. 대상을 밧줄로 묶는다.
출처: 《해리 포터와 불사조 기사단》과 〈해리 포터와 불사조 기사단〉에서 엄브릿지가 켄타우로스에게 썼다. 또 〈해리 포터와 혼혈 왕자〉에서 해리가 볼드모트의 호크룩스를 지키는 호수의 인페리우스들에게 썼다.
- 임페디멘타(Impedimenta)

효력: 대상의 움직임을 느리게, 둔하게 만드는 주문. 장애 마법. 희생자의 움직임을 둔하게 만든다.
출처: 전 권에서 많은 사용자들이 다양한 상황에서 사용한다.
- 피엔드피레(Fiendfyre)

효력: 무엇이든 태우는 지옥의 화염을 소환하는 주문.
- 레비코푸스(Levicorpus)

효력: 대상을 허공해 공중에 거꾸로 매다는 주문. '리베라코푸스'로 해제할 수 있다
출처: 스네이프의 기억에서 제임스 포터가 스네이프에게 쓴다. 《해리 포터와 혼혈 왕자》에서 해리 포터가 론에게 주문을 실험한다.

## 혼혈왕자 마법주문
- 피니테(Finite)

효력: 걸려있는 마법을 해제하는 주문.
- 에피스키(Episkey)

효력: 부러진 뼈를 붙이는 치료 주문. 치료 마법. 부러진 뼈를 붙인다.
출처: 《해리 포터와 혼혈왕자》에서 님파도라 통스가 해리의 부러진 코를 치료하기 위해 사용했다. 또한 〈해리 포터와 혼혈 왕자〉에서 루나가 해리의 코를 고치기 위해 사용했다.
- 컨푼도(Confundo)

효력: 대상을 혼동상대로 만드는 주문. 혼동 마법. 대상이 혼동상태가 되어 사소한 명령들에 생각 없이 따른다.
출처: 헤르미온느가 〈해리 포터와 혼혈 왕자〉(책에서는 주문은 나오지 않는다)에서 코맥 맥클라건에게 시전해 그리핀도르 퀴디치 선수 선발 시험에서 떨어지게 만든다. 덕분에 론이 그리핀도르의 파수꾼이 될 수 있었다.
- 옵푸그노(Oppugno)

효력: 특정물체를 조종해 대상을 공격하게 하는 주문. '아비스'로 소환한 새를 조종한다.
출처: 〈해리 포터와 혼혈 왕자〉에서 헤르미온느가 이 마법을 써서 마법으로 불러낸 노란 새들이 론을 공격하도록 했다.
- 하모니아 넥타르 파서스(Harmonia Nectere passus)

효력: 사라지는 캐비닛을 활성화시키는 주문.(사라지는 캐비닛을 사용하라'(Homenum Revelio))
- 레비코르푸스(Levicorpus)

효력: 대상의 몸을 거꾸로 뒤집은 채로 띄운다.
출처: 〈해리 포터와 혼혈 왕자〉에서 해리가 혼혈 왕자의 마법약 책에서 읽은 주문을 무심코 썼다가 론이 맞고 몸이 뒤집힌다. 《해리 포터와 죽음의 성물》 중 해리 일행이 벨라트릭스의 금고에 들어갔을 때도 쓴다.
- 섹튬셈프라(Sectumsempra)

효력: 보이지 않는 칼로 찌르듯이 몸에서 피가 솟아나게 하는 주문. 공격 마법. 지팡이를 휘두른 모양대로 보이지 않는 칼이 있듯이 깊은 상처가 생기며 심한 출혈을 일으킨다. 세베루스 스네이프가 만든 마법. 교과서에 적혀있는 것으로 보아서 학생일 때 만든 것으로 추정된다. "적에게 사용할 것"이라고 적혀있었다. 실수할 경우를 생각한 듯이 치료 마법인 불네라 사넨        투르도 만들어 놓았다.
출처: 《해리 포터와 혼혈왕자》. 스네이프가 개발해서 책에 적어 둔 것을 해리가 보고 말포이에게 사용했다. 스네이프에게도 사용했으나 가소롭다는 듯이 튕겨낸다.
- 볼네라 사넨투르(Vulnera Sanentur)

효력: 마법으로 인한 깊은상처를 치료하는 주문. 마법 주문 때문에 다친 상처를 치료한다.
출처: 스네이프가 〈해리 포터와 혼혈왕자〉에서 드레이코 말포이를 치료하는데 쓴 주문이다.
- 아쿠아멘티(Aquamenti)

효력: 지팡이 끝에서 물줄기를 만들어내는 주문. 지팡이 끝에서 맑은 식수를 만들어낸다.
출처: 플뢰르가 치마에 붙은 불을 끄기 위해 처음으로 사용했다. 그 뒤로 해리가 볼드모트의 물약을 마신 덤블도어에게 줄 물을 만들기 위해 썼다. 해그리드의 오두막에 붙은 불을 끄기 위해 사용하기도 했다.
- 깨뜨릴 수 없는 맹세(Unbreakable Vow)

효력: 강력한 맹세이다. 깨뜨린 사람은 즉시 사망한다.
출처: 《해리 포터와 혼혈왕자》에서 스네이프가 이 주문을 사용해 나르시사 말포이와 서약했다.
- 파이어 스톰(Firestorm)

효력: 화염 폭풍을 생성하는 주문. 지팡이 주위에서 큰 불을 만들어낸다. 대상이 움직이면 불의 고리가 같은 방향으로 움직이며 불타는 올가미처럼 소용돌이 치게된다. 대상은 불이 여전히 발생하는 동안 개별 대상 또는 상대방에게 제트 또는 화염 덩어리를 쏠 수도 있어 소량의 데미지를 입힌다.
- 페르티스 템포러스(Partis Temporus)

효력: 일시적으로 장애물을 분할시키는 주문. 지나갈 길을 만들어주는 마법이다.

## 죽음의 성물 1부 마법주문
- 호메눔 레벨리오(Homenum revelio)

효력: 마법으로 변신한 사람의 실체를 드러나게 하는 주문.
- 프로테고 토탈룸(Protego Totalum)

효력: 프로테고보다 조금 더 넓은 범위를 보호하는 방어주문. 로테고보다 조금(자신의 주변, 방) 더 넓은 지역을 보호하는 방어막을 만든다. 이 마법으로 보호할 수 있는 범위보다 넓은 지역은 '프로테고 맥시마'로 보호할 수 있다.
출처:《해리 포터와 죽음의 성물》과 〈해리 포터와 죽음의 성물 1부〉에서 해리와 헤르미온느가 캠핑 장소를 보호하기 위해 썼다.
- 살비오 헥시아(Salvio Hexia)

효력: 주변의 어둠의 마법으로부터 보호할 수 있는 방어 주문. 방어 마법. 자신이 있는 구역에 방어막을 씌운다.
출처:《해리 포터와 죽음의 성물》, 〈해리 포터와 죽음의 성물 1부〉에서 헤르미온느가 텐트를 방어하는데 사용했다.
- 레펠로 머글툼(Repello Muggletum)

효력: 특정한 장소를 머글로부터 방어하는 주문. 어느 한 장소를 머글로부터 방어하지만 방어한다기보다는 되돌려보내는 마법이다. 이 마법의 범위에 들어가는 머글은 갑작스럽게 일이 생기거나 잊은 일, 하지 못한 일이 떠오르며 그 장소에서 벗어나게 된다.
출처: 마법부에서 탈출한 직후 헤르미온느가 은신처를 만들 때 사용했다. 호그와트에 머글 퇴치 주문이 걸려 있다는 언급으로 보아 그곳에도 이 주문이 걸린 것으로 추정된다.
- 인센디오(Incendio)

효력: 불을 내뿜거나 대상에게 불을 붙이는 주문. 지팡이 끝에서 불을 뿜는다.
출처:《해리 포터와 죽음의 성물》, 〈해리 포터와 죽음의 성물 1부〉에서 헤르미온느가 호크룩스 로켓을 불을 붙일 때 썼다.
- 머플리아토(Muffliato)

효력: 주변의 사람들이 대화를 엿듣지 못하게 하는 주문.
제작자: 세베루스 스네이프
출처:《해리 포터와 혼혈 왕자》에서 해리와 론이 폼프리 부인을 상대로 사용했다. 또 《해리 포터와 죽음의 성물 1》에서 헤르미온느가 텐트 주위에 사용했다.
- 엑스펄소(Expulso)

효력: 강한 폭발을 일으키는 주문.
- 디핀도(Diffindo)

효력: 대상을 절단하는 주문. 찢거나 여는 마법.
출처: 《해리 포터와 불의 잔》에서 론이 자기 정장의 거추장스러운 레이스를 잘라내기 위해서 썼다. 또한 《해리 포터와 혼혈왕자》해리가 마법약 책의 표지를 바꿔치기하기 위해 표지를 떼어낼 때도 사용했다. 그리고 《해리포터와 죽음의 성물》에서 헤르미온느가 론의 다리에 있는 끈을 자르려다 론의 다리에 상처를 낸다. 그리고《해리 포터와 죽음의 성물 1부》에서 고드릭 그리핀도르의 칼을 꺼내기 위해 해리가 얼음 빙판을 부술 때 사용하였다.
- 콘프링고(Confringo)

효력 : 대상을 폭발하게 만드는 폭파저주 주문. 폭파 저주. 강력한 폭발을 일으킨다.
출처: 《해리 포터와 죽음의 성물》, 〈해리 포터와 죽음의 성물 1부〉, 〈해리 포터와 죽음의 성물 2부〉에서 해리가 날아다니는 오토바이의 추락하는 사이드카를 제거하는 데 사용했다. 헤르미온느가 고드릭 골짜기에서 바틸다 백셧으로 변장한 내기니를 죽이려고 시전했지만 실패하기도 했다.

## 죽음의 성물 2부 마법주문
- 레라시오(Relashio)

효력: 지팡이에서 불꽃을 발사하는 주문. 지팡이 끝에서 뜨거운 불꽃들을 발사한다.
출처: 해리가 《해리 포터와 불의 잔》에서 그라인딜로를 쫓아내기 위해 물 속에서 사용한다.
- 피에르토툼 로코모토르(Piertotum Locomotor)

효력: 석상을 움직이게 만드는 주문. 석상을 움직이게 할 수 있다.
출처: 〈해리 포터와 죽음의 성물 2부〉의 호그와트 공성전에서 미네르바 맥고나걸이 호그와트를 방어하기 위해 사용했다.
- 프로테고 맥시마(Protego Maxima)

효력: 방어마법 프로테고의 강화형 주문. '프로테고 토탈룸'보다 넓은 지역을 방어할 수 있게 한다.
- 프로테고 호리빌리스(Protego Horribilis)

효력: 어둠의 마법을 막아준다.
출처: 〈해리 포터와 죽음의 성물 2부〉에서 슬러그혼 교수가 성벽을 강화하려고 썼다.
- 피안토 듀리(Fianto duri)

효력: 다른 마법 주문을 더욱 강하게 만드는 주문. '프로테고(Protego)'를 강화시킨다.
출처:〈해리 포터와 죽음의 성물 2부〉에서 교수들이 '프로테고 맥시마'로 만들어진 방어막에 사용했다.
- 레펠로 이니미쿰(Repello Inimicum)

효력: 특정한 장소를 적으로부터 방어하는 주문. 어느 한 장소를 적으로부터 방어한다.
출처: 《죽음의 성물 2부》에서 '프로테코 맥시마'와 '피안토 듀리'와 함께 호그와트를 지키는 보호마법으로 사용되었다.

## 기타 마법주문
- 아비스(Abis)

효력: '옵푸그노'로 조종할 새들을 소환한다. 소환한 새들을 조종한다.
출처: 《해리 포터와 혼혈 왕자》
- 아나프니오(Anapneo)

효력: 음식물로 막힌 대상의 기도가 뚫린다.
출처: 《해리 포터와 혼혈 왕자》호레이스 슬러그혼이 호그와트 급행열차에서 마커스 벨비에게 사용했다.
- 아파레시움(Aparecium)

효력: 폭로 마법. 마법이나 기타 방법으로 감춰진 내용을 다시 나타나게 한다.
출처: 헤르미온느가 〈해리 포터와 비밀의 방〉에서 톰 리들의 일기장에 사용했지만 효력은 없었다.
- 아쿠아 에렉토(Aqua Eructo)

효력: 아구아멘티보다 더 많은 물을 뿜어낸다.
어원: 아쿠아는 라틴어로 '물'이라는 뜻이다.
- 콜로포터스(Colloportus)

효력: 문이나 자물쇠를 잠근다. '알로호모라'의 반대 주문이다. 콜로포터스로 잠근 주문은 '알로호모라'로만 풀 수 있다.
출처: 헤르미온느가 〈해리 포터와 불사조 기사단〉에서 미스터리 부서에서 사용했다.
- 콜로베리아(Colovaria)

효력: 물체의 색상을 바꾼다.
- 커페이셔스 엑스트미리스(Capacious Extremise)

효력: 공간확장 마법. 겉으로 보기엔 그대로지만 내부의 공간이 확장된다.
출처: 죽음의 성물 1에서 헤르미온느 그레인저가 마법 구슬 백을 만들 때 사용하였다.
- 데포디오(Defodio)

효력: 굴착 마법. 단단한 물체를 파낼 수 있다.
출처: 《해리 포터와 죽음의 성물》에서 해리와 론과 헤르미온느가 그린고트에서 탈출하기 위해 사용했다.
- 델레트리우스(Deletrius)

효력: 소멸 마법. 방금 시행한 마법 주문의 흔적을 다시 소멸시킨다.
출처: 《해리 포터와 불의 잔》에서 에이머스 디고리(세드릭 디고리의 아버지)가 죽음을 먹는 자의 표식을 지우기 위해 사용한다.
- 덴사우기오(Densaugeo)

효력: 주문이 맞은 부위를 빠르게 자라나게 한다.
출처: 《해리 포터와 불의 잔》에서 말포이가 해리에게 맞추려고 했으나 헤르미온느에게 맞아서 앞니가 엄청나게 자라났다(그 덕분에 폼프리 부인에게 치료를 받던 헤르미온느는 원래 고르지 않았던 이를 약간 작게 바꿀 수 있었다).
- 디프리모(Deprimo)

효력: 굴착 마법. 단단한 물체를 파낼 수 있다.
출처: 《해리 포터와 죽음의 성물》헤르미온느가 제노필리우스 러브굿의 거실 바닥에 사용했다.
- 디펄소(Depulso)

효력: 물체를 밀쳐버린다.
- 디센도(Descendo)

효력: 대상이 하강하거나 가라앉는다.
출처: 《해리 포터와 죽음의 성물》에서 크레이브가 필요의 방에서 론이 숨어 있는 벽을 낮추는 데 사용했다.
- 디센디움(Dissendium)

효력: 호그와트의 비밀통로를 열게 만든다.
- 듀로(Duro)

효력: 석화 마법. 대상을 돌처럼 단단하게 굳힌다.
출처: 《해리 포터와 죽음의 성물》에서 호그와트 전투 중 헤르미온느가 죽음을 먹는 자들로부터 벗어나기 위해 썼다.
- 에렉토(Erecto)

효력: 조립 마법. 해체된 상태의 기구 등을 자동으로 조립되게 만든다.
출처: 해리와 헤르미온느가 〈해리 포터와 죽음의 성물〉에서 썼다.
- 에바네스코(Evanesco)

효력: 소멸 마법. 대상을 사라지게 만든다.
출처: 스네이프가 마법약 수업에서 실패한 학생들의 마법약 냄비를 비우기 위해서 썼다.
- 페룰라(Ferula)

효력: 붕대와 부목을 소환해 감는다.
출처: 《해리 포터와 아즈카반의 죄수》에서 리머스 루핀이 론의 부러진 다리를 묶기 위해 사용했다.
- 플리펜도(Flifendo)

효력: 물체를 밀거나 뒤집는다.
- 피네스타(Finesta)

효력: 물체에 구멍을 만든다.
- 피델리우스(Fidelius)

효력: 특정한 정보를 비밀 파수꾼의 영혼에 숨기는 마법이다. 비밀 파수꾼은 여러 명이 될 수 있고, 비밀 파수꾼이 남에게 누설하지 않는 한 파수꾼이 아닌 사람은 그 정보를 알 수 없다.
출처: 포터 부부와 불사조 기사단원들이 자신들의 집을 지키기 위해 사용했다.
- 파이어스툼(Firesturm)

효력: 지팡이 끝에서 엄청난 양의 불이 뿜어져나와 그걸 조종한다.
출처: 덤블도어가 인페리우스를 막는 데 썼다. 책에는 나오지 않았다.
- 프리오리 인칸타템(Frieore Inkantato)

효력: 추적 마법. 최근에 사용했던 마법을 보여준다. 지팡이에 대고 시행하면 지팡이 끝에서 미약한 푸른빛이 나고 옅은 연기가 피어오르며 무슨 마법을 사용했는지 나온다.
- 플레그라테(Flagrate)

효력: 대상의 표면에 불에 탄 표식을 새긴다.
출처: 헤르미온느가 《해리 포터와 불사조 기사단》에서 미스터리 부서의 문들 중 덤블도어의 군대 회원들이 이미 열어 본 문들을 표시하기 위해 썼다.
- 퍼넌큘러스(Furnunculus)

효력: 희생자의 온 몸을 종기가 뒤덮는다.
출처: 《해리 포터와 불의 잔》에서 해리가 말포이에게 시전하지만 빗나가서 고일에게 맞는다.
- 제미니오(Geminio)

효력: 복제 마법. 복제품은 몇 시간 동안 형태를 유지한다. 마법이 걸려 있는 대상을 복제한다면 대상의 형태만 복제될 뿐, 마법적 기능은 전혀 없다.
출처: 《해리 포터와 죽음의 성물》에서 헤르미온느가 엄브릿지의 호크룩스 로켓을 복제하기 위해 사용했다.
- 글리세오(Glisseo)

효력: 계단의 발판들을 전부 납작하게 만들어서 미끄럼틀로 변형시킨다.
출처: 《해리 포터와 죽음의 성물》에서 헤르미온느가 죽음을 먹는 자들을 따돌리기 위해 사용한다. 그리핀도르 기숙사에서 남학생들이 들어오지 못하도록 여학생 기숙사 계단에 걸려 있다.
- 임페르비우스(Impervius)

효력: 대상에게 방수막을 씌운다.
출처: 《해리 포터와 아즈카반의 죄수》에서 퀴디치 경기 전에 헤르미온느가 해리의 안경에 걸어 주었다. 또 《해리 포터와 불사조 기사단》에서 그리핀도르 퀴디치 선수들이 서로의 고글에 걸어 주었다. 그럼으로써 빗속에서도 앞을 볼 수 있게 되었다.
- 케이브 이니미컴(Kavei Inimicum)

효력: 누군가 침입하면 알려준다.
- 랭록(Langlock)

효력: 침묵 마법. 대상의 혀를 입천장에 붙여 말을 할 수 없게 만든다.
제작자: 세베루스 스네이프
출처: 해리가 《해리 포터와 혼혈 왕자》에서 피브스와 아구스 필치에게 써서 박수를 받았다.
- 리베라코르푸스(Liberacorpus)

효력: '레비코르푸스'를 취소한다.
출처: 《해리 포터와 혼혈 왕자》에서 해리가 잠든 론에게 실수로 레비코르푸스를 쓴 후 바로잡기 위해 쓴다.
- 로코모토르(Locomotor)

효력: 물건을 포장한다.
- 모빌리코르푸스(Mobilicorpus)

효력: 대상을 공중에 띄워 이동시킨다.
출처: 《해리 포터와 아즈카반의 죄수》에서 시리우스가 스네이프에게 썼다.
- 옵스큐로(Obscuro)

효력: 상대방의 눈을 안대로 가린다.
출처: 《해리 포터와 죽음의 성물》에서 헤르미온느가 피니어스 나이젤러스의 초상화에 써서 그들의 위치를 숨겼다.
- 오클루먼시(Occlumency)

효력: 레질리먼시의 반대 주문으로 상대방이 자신의 생각과 마음을 읽지 못하게 한다.
- 오르키디우스(Orchideus)

효력: 지팡이에서 꽃 한 다발이 나온다.
- 팩(Pack)

효력: 가방을 정리한다.
출저: 《해리포터와 불사조 기사단》에서 님파도라 통스가 해리의 가방을 정리할 때 사용했다.
- 포르투스(Portus)

효력: 물체를 포트키로 만든다.
출처: 《해리 포터와 불사조 기사단》에서 알버스 덤블도어가 시전했다.
- 프라이오리 인칸타템 효력(Priori incantatem)

효력: 역추적 마법. 상대 지팡이가 사용한 주문을 역순으로 보여준다. 퀴디치 월드컵에서 에이머스 디고리가 해리 포터의 지팡이에 사용하고 트라이위저드 대회가 끝나고 해리 포터가 볼드모트와 결투를 벌였을 때 일어난 이상한 일을 설명할 때도 언급한다.
- 콰이어투스(Quietus)

효력: 마법으로 커진 목소리를 원상태로 되돌린다. 소노루스의 반대 주문이다.
출처: 《해리 포터와 불의 잔》에서 루도 베그만이 커진 목소리를 다시 원상태로 되돌리기 위해 사용했다.
- 레네르바테(Rennervate)

효력: 기절한 사람이 깨어나게 한다.
출처: 《해리 포터와 불의 잔》에서 에이머스 디고리가 윙키에게 사용했다.
- 레파로(Reparo)

효력: 물건을 수리하거나 깨끗하게 한다.
어원: 수리하다 라는 뜻인 라틴어 "레피키오(reficio)"에서 따온 듯.
출처: 론의 부러진 지팡이를 붙이는 데도 쓰였지만 성공적이지 못했다. 《해리 포터와 죽음의 성물》에서 마지막에 해리가 딱총나무 지팡이로 서양호랑가시나무와 불사조 꼬리깃털 지팡이를 고칠 때 사용했다. 그 외에도 여러 상황에서 쓰였다.
- 스코지파이(Scourgify)

효력: 청소 마법. 분홍색 거품이 일어나며 무언가를 청소한다.
출처: 《해리 포터와 불사조 기사단》에서 제임스 포터가 스네이프의 기억에서 스네이프에게 사용했다.
- 실렌시오(Silencio)

효력: 침묵 마법. 대상을 침묵하게 한다. '랭록'과는 다르게 대상이 입으로 내는 소리만 차단한다.
출처: 〈해리 포터와 죽음의 성물〉에서 헤르미온느가 주문을 외우려는 죽음을 먹는 자에게 사용했다.
- 소노루스(Sonorus)

효력: 대상의 목소리를 증폭시킨다.
출처: 루도 베그만이 《해리 포터와 불의 잔》에서 퀴디치 월드컵에서 연설하기 위해 사용했다.
- 스페시알리스 리벨리오(Specialis Revelio)

효력: 탐색 마법. 물체가 숨기고 있는 비밀을 드러내게 한다.
출처: 헤르미온느가 혼혈 왕자의 《상급 마법약 만들기》교과서를 검사할 때 사용했다.
- 테르지오(Tergeo)

효력: 얼룩을 닦아낸다.
출처: 《해리 포터와 혼혈 왕자》에서 헤르미온느가 해리의 얼굴에 묻은 피를 닦아낼 때 썼다. 또 더러운 손수건의 얼룩과 양피지에 쏟아진 잉크를 없애는 데에도 썼다.
- 타란텔레그라(Tarantellegra)

효력: 대상을 춤추게 한다.
출처: 《해리 포터와 비밀의 방》에서 해리가 말포이와 대결할 때 사용했다.
- 와디와시(Waddiwasi)

효력: 작은 물체를 공중에 떠오르게 한다.
출처: 《해리 포터와 아즈카반의 죄수》에서 루핀이 피브스가 열쇠 구멍에 넣은 껌을 빼내어 피브스의 콧 속으로 넣을 때 쓰였다.

## 신비한 동물사전 마법주문
- 옵푸그노 모르텀베시오(Oppugno Mortimbessios)

효력: 검은 천을 소환시켜 한 곳을 뒤덮게 한다.
출처: 신비한 동물사전에서 그린델왈드가 추종자들을 부를 때 사용하였다.

## 그린델왈드의 범죄 마법주문
- 프로테고 디아볼리카(Protego diabolica)

효력: 푸른색 마법 화염 링으로 방어막을 생성한다. 그린델왈드가 용의 형태를 띠게 했으며 피아 식별이 가능하다. 고로 오직 아군만이 시전자의 주위로 올 수 있다. 그 외엔 닿는 모든것을 재로 바꿔버린다.
출처: 〈신비한 동물들과 그린델왈드의 범죄〉에서 그린델왈드가 사용하였다.